# Corona (Mariano del Friuli)
Corona (Corone in friulano standard, Corona nella variante locale) è l'unica frazione di Mariano del Friuli in provincia di Gorizia.

## Storia
Corona fu un comune della contea di Gorizia nell'Impero austriaco. Passato all'Italia dopo la prima guerra mondiale, fu incluso nella provincia di Gorizia, tranne nel quadriennio in cui il governo fascista sottopose tutto il goriziano ad Udine. Nel 1928 il governo Mussolini decise l'annessione del paese a Mariano.

## Monumenti e luoghi d'interesse
- Chiesa dei Santi Maria e Zenone